# Associação Desportiva de Oeiras
L'Associação Desportiva de Oeiras est un club portugais de rink hockey de la ville d'Oeiras. 

## Histoire
Le club est champion du Portugal a deux reprises en 2003 et 2008. Mais son succès sportif le plus remarquable est d'être l'équipe la plus titrée de la Coupe d'Europe des vainqueurs de coupe avec trois victoires. Elle est la seule équipe à être parvenue à avoir obtenu le titre trois années consécutives : elle a remporté les trois premières éditions de 1977 à 1979. 
Le club a été vice-champion du championnat portugais à trois reprises en 1964-1965, 1976-1977 et 1977-1978. L'équipe fanion a disputé quatre finales la Coupe du Portugal contre Benfica (en 1963 et 1978) et Sporting Lisbonne (1976 et 1977), mais les a toutes perdu. 

## Palmarès
- Coupe d'Europe des vainqueurs de coupe : vainqueur en 1977, 1978 et 1979
- Championnat du Portugal : vice-champion en 1654, 1977 et 1978
- Coupe du Portugal : vice-champion en 1963, 1976, 1977 et 1978
- Championnat du Portugal de seconde division : vainqueur en 2003 et 2008

### Source de la traduction
- (es) Cet article est partiellement ou en totalité issu de l’article de Wikipédia en espagnol intitulé « Associação Desportiva de Oeiras » (voir la liste des auteurs).